# America's Least Wanted
America's Least Wanted es el álbum debut de la banda de hard rock estadounidense Ugly Kid Joe, publicado en septiembre de 1992. El disco fue un éxito comercial, logrando posicionar tres sencillos en la lista de éxitos Mainstream Rock Tracks ("Neighbor", "Busy Bee" y "Cats in the Cradle"). "Everything About You" alcanzó la posición n.º 3 en la lista UK Singles Chart y la n.º 9 en el Billboard Hot 100. "Cats in the Cradle" (una canción de 1974 original de Harry Chapin) también alcanzó el Billboard Hot 100, llegando al número seis. En 1995 el álbum logró la certificación de doble platino.

## Lista de canciones
1. "Neighbor" (Crane, Eichstadt) – 4:45
2. "Goddamn Devil" (Eichstadt) – 4:55
3. "Come Tomorrow" (Crane, Crockett, Eichstadt, Roger Lahr) – 4:55
4. "Panhandlin' Prince" (Crane, Eichstadt) – 5:42
5. "Busy Bee" (Fortman) – 4:10
6. "Don't Go" (Crane, Eric Phillips) – 4:33
7. "So Damn Cool" (Crane, Eichstadt) – 4:26
8. "Same Side" (Crane, Crockett, Eichstadt) – 4:51
9. "Cats in the Cradle" (Harry Chapin, Sandra Chapin) – 4:02
10. "I'll Keep Tryin'" (Eichstadt, Alan Reed) – 4:59
11. "Everything About You" (Crane, Eichstadt)– 4:20
12. "Madman" ('92 Remix) (Eichstadt)– 3:37
13. "Mr. Recordman" (Eichstadt) – 4:06

## Personal
- Whitfield Crane - Voz
- Cordell Crockett - Bajo, coros
- Klaus Eichstadt - Guitarra, coros
- Dave Fortman - Guitarra, coros
- Mark Davis - Percusión, batería

## Posicionamiento

### Álbum
| Año  | Lista           | Posición |
| ---- | --------------- | -------- |
| 1992 | Billboard 200   | 27       |
| 1992 | UK Albums Chart | 11       |

### Sencillos
| Año  | Sencillo             | Lista                            | Posición |
| ---- | -------------------- | -------------------------------- | -------- |
| 1992 | "Neighbor"           | Billboard Mainstream Rock Tracks | 29       |
| 1992 | "Neighbor"           | UK Singles Chart                 | 28       |
| 1992 | "So Damn Cool"       | UK Singles Chart                 | 44       |
| 1993 | "Cats in the Cradle" | Billboard Hot 100                | 6        |
| 1993 | "Cats in the Cradle" | Billboard Mainstream Rock Tracks | 3        |
| 1993 | "Cats in the Cradle" | Billboard Top 40 Mainstream      | 11       |
| 1993 | "Cats in the Cradle" | UK Singles Chart                 | 7        |
| 1993 | "Busy Bee"           | Billboard Mainstream Rock Tracks | 22       |
| 1993 | "Busy Bee"           | UK Singles Chart                 | 39       |